# Пяою
Пяою (кит. 票友, пиньинь piàoyǒu, буквально: «актёр-любитель») — поклонники пекинской оперы, выступающие также в качестве актёров-любителей.

## История
Согласно легенде, впервые понятие пяою появилось во времена императора Цяньлуна из династии Цин (XVIII век), когда молодёжь из состоятельных и знатных семей, получив особое разрешение императорского двора лунпяо (кит. трад. 龍票, упр. 龙票, пиньинь lóngpiào, буквально: «драконовая грамота»), отправлялась в путешествие по стране, чтобы исполнять песенные сказы цзыдишу. Такие выступления были бесплатными для зрителей, и впоследствии пяою стали называть актёров-любителей, а места выступлений пяою получили название — пяофан (кит. 票房, пиньинь piàofáng).
Позднее пяою стали называть состоятельных ценителей пекинской оперы, которые из любви к этому виду искусства иногда выступали перед друзьями или небольшими аудиториями. При этом до времён появления женщин на сцене пекинской оперы пяою не исполняли ролей женского амплуа дань, чтобы покорность и женские качества персонажа не были в представлении зрителя перенесены на исполнителя.

## Пяою и сцена
Несмотря на то, что большинство пяою не играло на сцене профессионально, они нередко могли изучать пекинскую оперу лучше, чем профессиональные актёры, включая техники пения и акробатику. Некоторые пяою могли играть даже в разных амплуа. Так, например, второй сын Юань Шикая Юань Кэвэнь, несмотря на неодобрение отца, увлекался пекинской оперой и был знаменитым пяою, играл на сценах пекинских театров в Цзянсихуэйгуане и Хугуанхуэйгуане, выступая сначала в амплуа дань, а впоследствии и в амплуа чоу. Некоторые пяою становились также и профессиональными актёрами, одним из ярких примеров этого является Сунь Цзюйсянь (кит. 孙菊仙), который ушёл с чиновнической службы и на четвёртом десятке лет стал изучать актёрское мастерство у знаменитого исполнителя ролей лаошэн Чэн Чангэна (кит. 程长庚). Сунь Цзюйсянь преуспел в новом начинании и стал известным исполнителем.
Однако чаще всего пяою выступают непрофессионально на непрофессиональной сцене пяофан, в качестве которой обычно выступают дома пяою, но также это могут быть и публичные места — нередко пяою выступают в парках в разных городах Китая. Для полноценного пяофана необходимы три составляющие: исполнители вокальных партий, любительский оркестр и зрители.
Среди пяою встречаются представители самых разных слоёв общества и профессий. Пяою были император Гуансюй, государственный и военный деятель Айсиньгёро Цзайтао, банкир Фэн Гэнгуан, гангстер Ду Юэшэн, коллекционер китайского изобразительного искусства Чжан Боцзюй, физиолог Лю Цзэнфу и другие.